# Batalha de Hampton Roads
A Batalha de Hampton Roads, popularmente conhecida como "batalha do Monitor e do Merrimack", foi uma batalha naval ocorrida durante a Guerra de Secessão norte-americana no dia 9 de março de 1862. A batalha aconteceu em frente ao Sewell's Point, um promontório perto da boca do canal de Hampton Roads (Virgínia), sendo esta foz a única saída das águas que alimentam o canal até a baía de Chesapeake e a mar aberto.
No início da guerra, as forças unionistas se viram obrigadas a evacuar Norfolk, na Virgínia — ao sul do canal — e incendiaram seus navios para que não caíssem nas mãos da Confederação. Um desses barcos foi recuperado pelos confederados, rebatizado como CSS Virginia e recoberto com chapas de ferro, transformando-se no primeiro navio de guerra couraçado norte-americano que entrou para o combate. Em 8 de março de 1862, partiu desde Sewell's Point, em Hampton Roads, para romper o bloqueio dos barcos da União, vários dos quais tendo sido destruídos pelo "Virginia". No dia seguinte, entrou em combate com o USS Monitor, um couraçado recém-construído pela União.
A batalha foi um marco para a história naval, ao constituir o primeiro confronto entre dois navios de guerra autopropulsados e blindados, que, mais adiante, seriam conhecidos como couraçados — anteriormente, praticamente todos os navios de guerra eram construídos com madeira. Posteriormente, a guerra naval e a construção de barcos mudaram radicalmente. Os distintos países iniciaram uma carreira que converteria suas frotas de madeira em frotas de ferro, já que os couraçados haviam demonstrado ser superiores aos navios de guerra de madeira, para resistir ao fogo de artilharia.

## Lincoln implementa um bloqueio em Hampton Roads

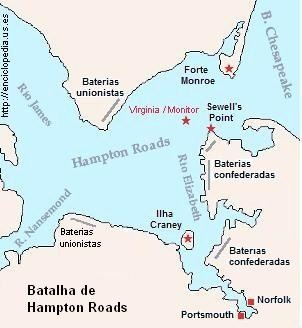
Mapa da zona de batalhas.

Desde o início da guerra, o presidente Abraham Lincoln pôs em marcha um plano para devolver os Estados Confederados rebeldes ao seio da União. Empregaria a Marinha da União, maior e mais poderosa, para isolar a Confederação do resto do mundo, mediante um bloqueio naval da costa do Oceano Atlântico e do golfo do México. Assim mesmo controlaria a bacia do rio Mississipi com canhoneiras. Lincoln ordenou o bloqueio e se iniciou uma escalada de hostilidades.
No verão de 1861, forças terrestres da Confederação conseguiram ganhar Nortfolk e a área circundante ao sul de Hampton Roads. Vendo-se obrigada a se retirar, a marinha da União incendiou os estaleiros Gosport de Nortfolk, localizados em Portsmouth, na outra margem do rio Elisabeth, destruindo nove barcos em sua retirada, inclusive a fragata USS Merrimac, construída em Boston. Com a retirada, só permaneceu sob controle da União Fort Monroe, no promontório de Old Point Comfort, sobre a margem norte de Hampton Roads, na península da Virgínia, guardando a saída ao oceano.
Para implementar o bloqueio, a União enviou uma frota de barcos de madeira a Hampton Roads. A marinha da Confederação, também usando navios de madeira, controlava as águas do rio Elizabeth e do rio James. Apesar de algumas escaramuças, nenhuma das frotas parecia prevalecer sobre a outra. Esta situação se alargou até princípios de 1862.

## Navios couraçados: uma nova tecnologia
Os couraçados eram navios chapados com pranchas de ferro grossas. As primeiras utilizações do ferro para proteção em barcos haviam acontecido no Extremo Oriente, no século XVI. O almirante coreano Yi Sun-sin construiu um barco couraçado em 1592. O primeiro navio de guerra com casco de ferro capaz de navegar pelo oceano, o francês La Gloire, tinha sido lançado ao mar em 1859. Contudo, o uso do ferro para blindar barcos convencionais, de madeira, era, ainda, uma tecnologia não desenvolvida nos Estados Unidos no início da Guerra de Secessão.
No princípio de 1862, tanto o governo da União quanto o da Confederação eram conscientes de que o adversário estava desenvolvendo algum tipo de navio de guerra couraçado. A espionagem havia difundido alguns detalhes a respeito. Cada bando desejava tirar vantagem da nova tecnologia e, por sua vez, temiam as conquistas do adversário neste campo.
Ainda que fossem muito diferentes entre si, os primeiros couraçados tinham uma aparência bastante estranha, se comparados com os navios contemporâneos. Nenhum dos dois havia atendido inteiramente a satisfação de seus projetistas, quando ambos zarparam de Hampton Roads.

### CSS Virginia

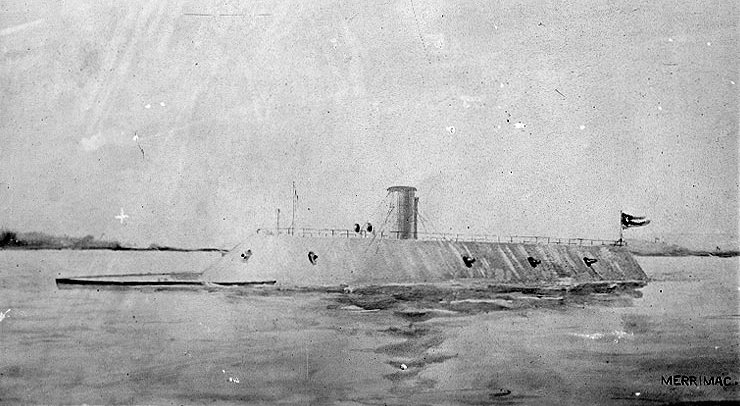
CSS Virginia (ex USS Merrimac)

Quando os unionistas incendiaram o USS Marrimack em sua retirada de Nortfolk e Portsmouth, em 1861, não poderiam imaginar que o Merrimac seria reinserido na frota e transformado no primeiro barco couraçado da marinha confederada.
O Merrimac foi reconstruído nos estaleiros Gosport de Portsmouth, na primeira doca seca do país, com um recobrimento de chapas de ferro e uma estrutura reduzida extraída de seu velho casco  queimado. Foi reabilitado sob o nome de CSS Virginia, em 17 de fevereiro de 1862.
Prevendo que a blindagem de ferro tornaria sem efeito o fogo de artilharia, o desenhista do Virginia dotou o barco de um esporão, uma arma mais própria das galés da antiguidade e desconhecida nos barcos contemporâneos.
Apesar dos grandes esforços para terminá-lo, o Virginia ainda levava construtores a bordo em plena navegação e foi posto em serviço sem as costumeiras provas de mar e sem treinamento.

### USSMonitor

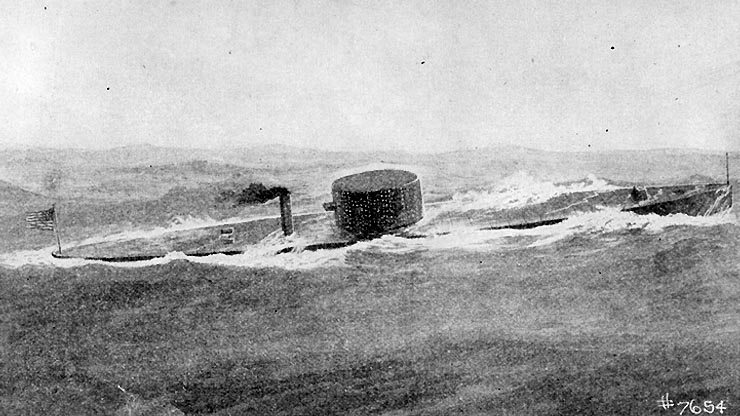
O USS Monitor navegando com sua estranha aparência.

O USS Monitor era de desenho totalmente novo. Tratava-se de um projeto apadrinhado pelo presidente Lincoln. Em seu projeto único, organizado por John Ericsson, destacava uma toreta giratória armada na qual foram instalados os canhões Dahlgren de 11 polegadas (280 mm). Assim mesmo mostrava ao inimigo um perfil baixo sobre a água, de maneira que a este, só lhe eram visíveis  uma mínima parte da cobertura e a torreia armada. O casco do Monitor foi fabricado nas instalações de Greenpoint da Continental Iron Works, em Brooklyn, Nova Iorque. O barco esteve ali em 30 de janeiro de 1862.
O Monitor foi um dos navios mais inovadores de todos os tempos. Suas peças foram fabricadas em nove fundições distintas e logo montadas para construir o barco. Todo o processo durou menos de 120 dias.
Apesar de suas construção rápida, Lincoln se queixava de que a entrega do Monitor por parte do fabricante estava demorando. Finalmente zarpou em marchas forçadas para Hampton Roads, chegando no mesmo dia em que o couraçado confederado Virginia havia levado a cabo sua esmagadora apresentação à custa da frota da União.

## Primeiro choque entre couraçados

### 8 de março de 1862 — oVirginiagolpeia os navios de madeira da União

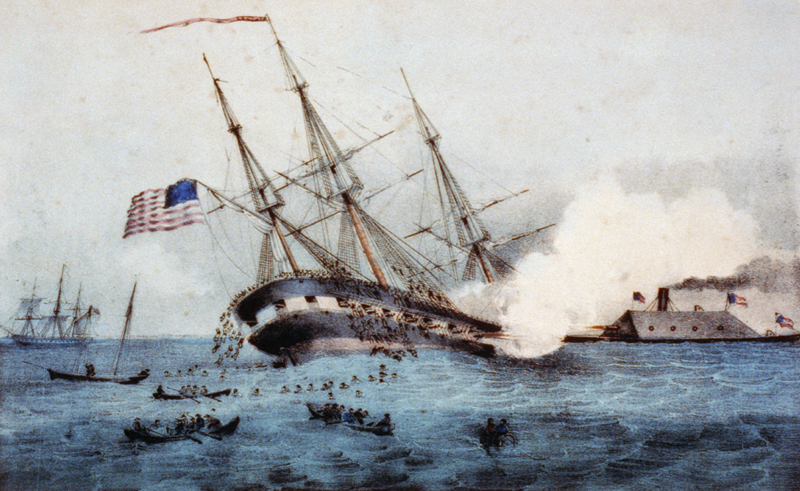
O CSS Virginia (ao fundo, à direita) investe com seu esporão e afunda o USS Cumberland (navio em primeiro plano)

O combate começou quando o couraçado confederado, rebatizado CSS Virginia zarpou para Hampton Roads, na manhã de 8 de março de 1862, tratando de romper o bloqueio da União.
O Virginia, sob o comando do capitão Franklin Buchanan, estava recebendo assistência do CSS Raleigh e do CSS Beaufort, e acompanhado pelo CSS Patrick Henry, o CSS Jameston e o CSS Teaser.
Nessa manhã, o Virginia dirigiu-se diretamente até a esquadra da União. A menos de uma milha de distância abriu fogo com o USS Cumberland e deu-se início a generalização das descargas procedentes dos bloqueadores e das baterias da costa. O Virginia investiu com seu esporão ao Cumberland sob a linha de flutuação, e este naufragou rapidamente "disparando garbosamente suas bocas de fogo", como, mais tarde, glosaria Buchanan em tributo a um bravo adversário, "enquanto ainda estavam sobre a água".
Em continuação, o Virginia dirigiu sua fúria até o USS Congress. Vendo a sorte do Cumberland, o capitão do Congress ordenou encalhar o barco em águas pouco profundas. O Congress e o Virginia trocaram fogo durante uma hora, depois da qual o Congress, seriamente danificado, se rendeu. Uma bateria da União abriu fogo desde o norte sobre o Virginia, enquanto os sobreviventes do Congress eram evacuados do barco. Em represália, o Virginia disparou contra o Congress com fogo nutrido e munição incendiária. O Congress explodiu quando o incêndio alcançou seu estoque de munições.
O Virginia também foi deteriorado. As descargas do Cumberland, do Congress e das tropas  das União haviam alcançado plenamente sua chaminé, reduzindo sua já pobre velocidade. Dois de seus canhões foram inutilizados e algumas placas da blindagem se afrouxaram. Ainda assim o capitão atacou o USS Minnesota, que havia encalhado em um banco de areia enquanto tentava escapar do Virginia. Porém o Virginia não pôde aproximar-se o suficiente para provocar-lhe danos significativos.
Havendo começado a escurecer, o Virginia abandonou a zona com a esperança de voltar no dia seguinte para terminar o aniquilamento dos navios unionistas. Retirou-se para pernoitar na segurança das águas controladas pelos confederados.
O Secretário da Marinha Confederada, Stephen Mallory, escreveu ao presidente da Confederação, Jefferson Davis, sobre os feitos:
| “ | O comportamento dos homens e oficiais da dotação […] reflete uma honra inextinguível para com eles mesmos e para com a Marinha. O informe se lerá com vivo interesse e seus detalhes não deixarão de suscitar o ardor e templar o braço de nossos airosos marinheiros. Recordar-se-á que o Virginia foi uma inovação da construção naval, completamente distinto de qualquer outro barco que haja navegado; igualmente foram inovações seus canhões; que sua força motriz e docilidade ao timão foram nunca vistas; que sua tripulação e seus oficiais, o nervosismo e a capacidade profissional de seu capitão Buchanan e seus subalternos, sob toda sorte de dificuldades, conseguiram a mais admirável vitória dos anais da história naval. | ” |

Aquela havia sido uma jornada trágica e desmoralizadora para a frota da União. Entrada a noite, o USS Monitor, um inovador navio couraçado construído para a União, a mando do tenente John Lorimer Worden, chegou a Hampton Roads. Este couraçado fora despachado com prontidão até Hampton Roads para que protegesse a frota da União e evitar que o Virginia ameaçasse as cidades unionistas. Foi esta a observação de um capitão a respeito:
| “ | O curso dos acontecimentos depende da resistência que demonstra o novo USS Monitor e a sua chega a tempo. | ” |

### 9 de março de 1862 — oMonitortrava combate com oVirginia

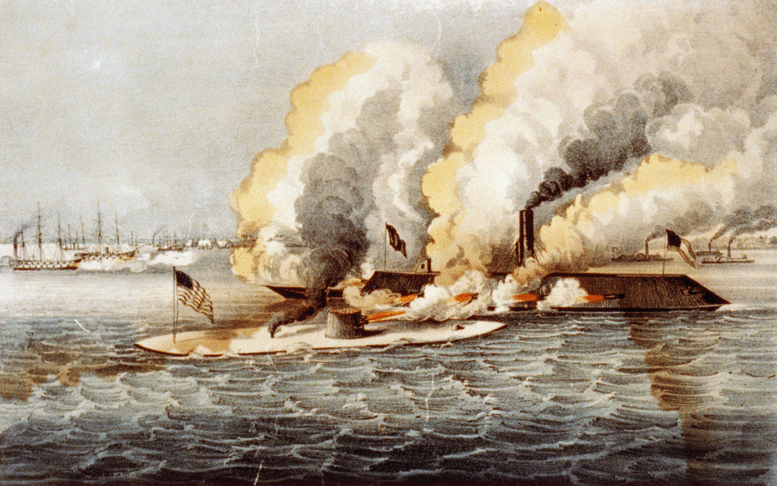
Litografia colorida que mostra os dois couraçados em combate. O USS Monitor aparece em primeiro plano.

Na manhã seguinte, em 9 de março de 1862, depois de submeter-se a reparações, o Virginia voltou para acabar com o Minnesota, que se encontrava encalhado. Os confederados acharam que o recém chegado Monitor lhes fechava a passagem. O comandante da embarcação confederada, mais tarde, o descrevera como "pouco mais que uma caixinha de bombons em cima de uma balsa".
Depois de combater durante horas a curta distância, nenhuma das naves conseguiu derrotar a outra. O pequeno e ágil Monitor superava a capacidade de manobra do Virginia, contudo nenhum dos barcos conseguiu infligir danos de importância ao adversário. Finalmente o Virginia se retirou, deixando o Monitor e o resto da frota em posse do "campo de batalha". Ambos os grupos se adjudicaram da vitória.

### Primavera de 1862 — empate em Hampton Roads
Nos dois meses seguintes, o Virginia levou a cabo várias incursões em Hampton Roads com o objetivo de empurrar o Monitor a um combate aberto. A maior parte dos dias, o Virginia seguiria o curso do rio Elizabeth até as fortalezas confederadas da ilha Craney, ou Sewell's Point. Na outra margem de Hampton Roads, o Monitor e grande quantidade de navios de guerra da União esperavam por qualquer barco confederado que se aventurasse até o Fort Monroe.
O plano da União consistia em enfrentar o Virginia em águas escolhidas pela mesma União. O Monitor havia recebido instruções do presidente de evitar o combate direto a não ser que fosse estritamente necessário. O Departamento da Marinha da União havia contratado vários vapores de grandes dimensões, com um único objetivo de arrasar o Virginia. Esperariam que o barco confederado adentrasse em águas mais profundas, onde os vapores tratariam de atropelar e "cavalgar" a cobertura submergida do Virginia, com a esperança de afundá-lo.
Em duas oportunidades o Virginia chegou a aventurar-se em Hampton Roads, a fim de incitar o Monitor a uma batalha. A provocação ficou sem resposta devido a ordens do presidente da União.
A que, seguramente, constituiu a batalha naval mais esperada de seu tempo não chegou a materializar-se. O Monitor e o Virginia não voltaram a se enfrentar.
Acontecimentos havidos nos territórios adjacentes a Hampton Roads obrigaram a Confederação a retirar-se da zona de Nortfolk. Na retirada de Nortfolk e Portsmouth, em 10 de maio de 1862, a dotação do Virginia não teve alternativa. O comandante Josiah Tattnall compreendeu que seu barco não estava em condições de remontar o rio James até Richmond e, tampouco, havia possibilidade de escapar de Hampton Road burlando a frota da União, que estava aportada em frente ao Fort Monroe, com a expectativa de uma tentava semelhante.
Para evitar cair em mãos inimigas, nas primeiras horas de 11 de maio de 1862, Tattnall ordenou encalhar o Virginia na ilha de Craney e incendiá-lo. Depois de uma hora ardendo violentamente, as chamas alcançaram a reserva de munições e o navio ficou destruído por meio de uma grande explosão.

## Impacto sobre a arte da guerra naval
O profundo impacto da batalha na guerra naval ficou resumido pelo capitão Levin M. Powell, do USS Potomac, em uma carta de Veracruz:
| “ | A notícia do combate entre o Monitor e o Merrimac tem suscitado aqui um profundo sentimento entre os profissionais da frota aliada. Reconhecem o feito, expressam-no taticamente, de que a guerra naval se orienta agora em outra direção e que as magníficas fragatas e barcos […] que há um mês pensávamos ser capazes de aniquilar em meia hora qualquer coisa que flutuasse […] têm ficado minguadas em suas proporções, e que a confiança que uma vez depositamos neles tem ficado tocada, tendo em vista estes acontecimentos impressionantes. | ” |

O capitão Dahlgren disse:
| “ | Agora chega o reinado de ferro e os barcos blindados hão de tomar o lugar dos de madeira. | ” |

## Destino e legado dos couraçados

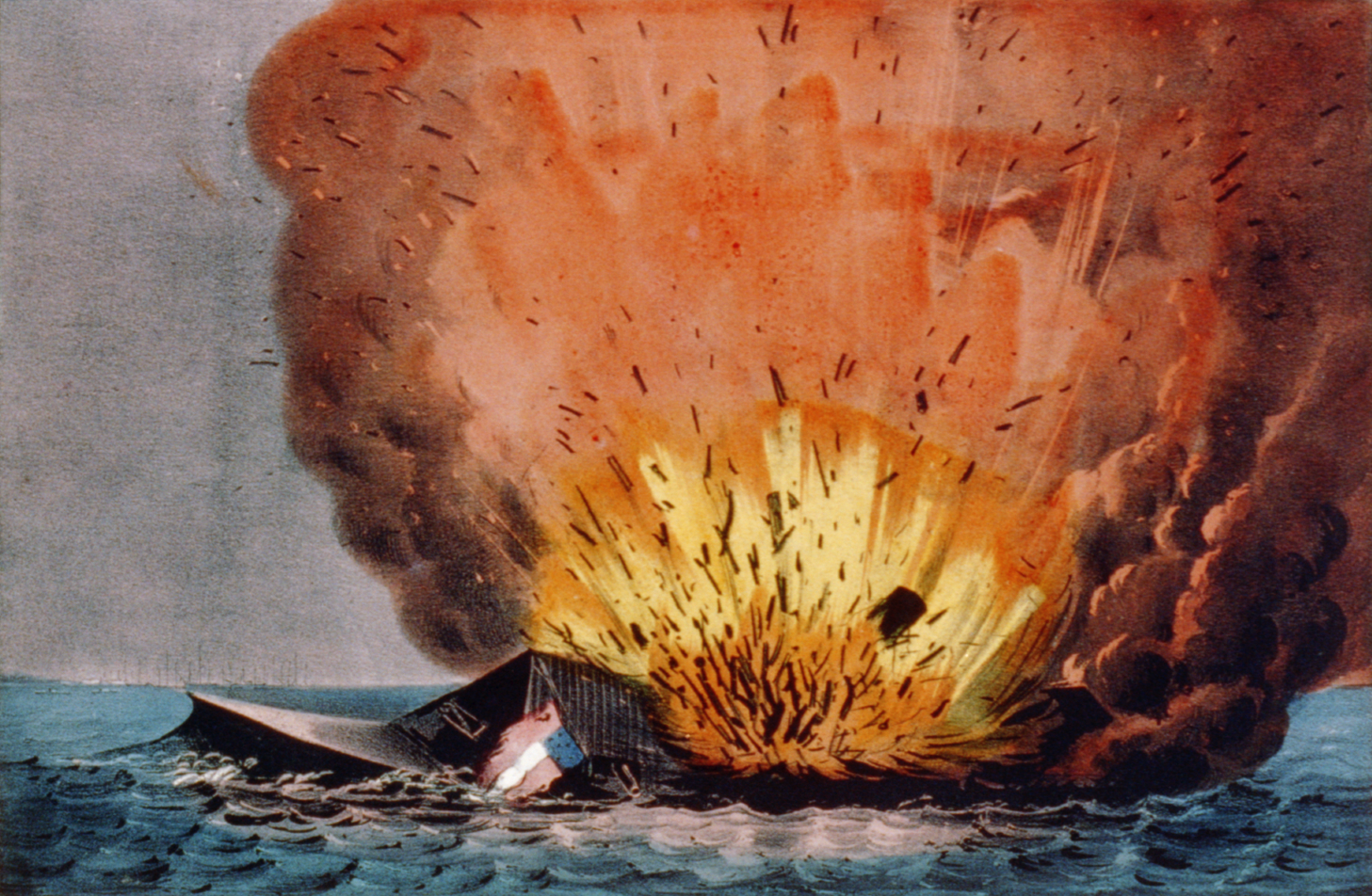
Destruição do Merrimac, em 11 de maio de 1862, por Currier and Ives.

Depois da batalha de Hampton Roads, nenhum de ambos os navios desempenhou um papel importante na guerra e nenhum perdurou para além de 1862.
O CSS Virginia foi o único barco de sua classe que teve uma vida curta, mediante a sua destruição. Quando os confederados se retiraram dos estaleiros Gosport, em maio de 1862, o Virginia não se encontrava em condições de navegar o rio James. Para evitar sua captura o barco foi incendiado e destruído pelos próprios marinheiros. Mais de dez anos depois do fim das hostilidades, em 30 de maio de 1876, os destroços do Virginia foram transportados para o estaleiro de Portsmouth, onde se desmancharam.
Partes do Virginia, incluindo sua couraça, âncora e canhões foram exibidos durante anos nos estaleiros de Nortfolk, em Portsmouth, e no Mariner's Museum, em Newport News. A âncora do Virginia se encontra nos jardins do Museu da Confederação, criado em Richmond, na Virginia, em 1890.
O USS Monitor foi o protótipo dos barcos da classe monitor. Construiu-se muito mais, incluindo monitores fluviais, que desempenharam papéis chave nas batalhas sobre o rio Mississippi e o rio James. Contudo, ainda que seu desenho demonstrasse adaptar-se perfeitamente aos combates fluviais, seu baixo perfil e sua pesada torreia o tornavam quase incapaz de navegar em águas turbulentas. Isto, provavelmente, foi o que provocou o naufrágio prematuro do Monitor original, em dezembro de 1862, quando se inundou e afundou frente ao cabo Hatteras, na Carolina do Norte, no Oceano Atlântico. Em 1973, foi localizado o lugar do naufrágio.

## Comemoração da batalha

### Nomes históricos:Merrimack
O nome do barco em serviço da Confederação na batalha de Hampton Roads tem sido uma reiterada fonte de confusões. Foi reconstruído e habilitado como barco de frota confederada, sob o nome de CSS Virginia. Não obstante, a União preferiu referir-se a ele por seu nome anterior, "Merrimack". Quiçá devido à vitória ulterior da União. A história dos Estados Unidos, normalmente, dá conta da versão unionista do nome. Porém, algum tempo depois, o nome se encurtou e foi eliminado o "-k" final. Daí que se fale "A batalha do Monitor e do Merrimac".

### O couraçado confederado
A pequena comunidade do condado de Montgomery, na Virgínia, próxima ao lugar onde se forjou o ferro para o barco confederado, é conhecida atualmente como Merrimac. Parte do ferro extraído ali e empregado na blindagem do Virginia está sendo exibido no estaleiro de Nortfolk. Outros elementos se encontram em exibição no Mariner's Museum de Newpot News e no Museu da Confederação, em Richmond, onde está conservada a âncora há muitos anos.

### A Exposição de Jamestown de 1907
A Exposição de Jamestown foi uma das muitas exposições mundiais que estavam em voga nos Estados Unidos, no princípio do século XX. Aconteceu de 26 de abril a 1 de dezembro de 1907, em Sewell's Point. Comemorava o tricentenário da fundação da colônia de Jamestown.
Uma das atrações com mais êxito da exposição era a recriação da batalha de Hampton Roads, que aconteceu 40 anos antes, em um lugar que podia ser visto do local da exposição. O exterior do Edifício Merrimac-Monitor se assemelhava a um navio de guerra enquanto o interior continha uma enorme descrição da batalha.

### O Monitor-Merrimac Memorial Bridge Tunnel
Em 1992, o Departamento de Transportes da Virginia terminou a construção de uma ponte de 7,4 km que cruzava Hampton Roads: o Monitor-Merrimac Memorial Bridge Tunnel. Este viaduto da Rodovia Interestadual 664 chega a passar muito perto do lugar onde ocorreu a batalha. Custou 400 milhões de dólares e inclui um túnel de quatro pistas, que mede 1460 m, duas ilhas artificiais e 5,1 km de pares de colunas de suporte. A circulação de veículos que se dirige ao norte tem vistas excepcionais do lugar histórico da batalha.

## Redescobrimento e exibição doUSS Monitor
Depois de descansar em leito marinho durante 111 anos, uma equipe de cientistas localizou, em 1973, os restos do Monitor a 26 km da costa do cabo Hatteras, sobre um fundo arenoso e relativamente plano, a uma profundidade de 73,2 m. O casco do Monitor se encontrava com a boca para baixo, com a cobertura repousando sobre sua torreia. Em 1987, o lugar foi declarado National Historic Landmark, o primeiro naufrágio a receber tal distinção.
Devido ao grave estado de deterioração do Monitor, se fez crucial recuperar a tempo os elementos e componentes do barco significativo. Desde então, com o curso das tecnologias novas, centenas de elementos frágeis, inclusive as torreias e os canhões Dahlgren, uma âncora, sua máquina de vapor e a hélice, foram recuperados e transportados a Hampton Roads.
O "Centro USS Monitor" é uma das seções mais visitadas e populares do Mariner's Museum de Newport News, onde também se encontram peças do Virginia.